# Thomas More
Thomas More, Thomas Morus ou Tomás Moro (Londres, 7 de fevereiro de 1478 – Londres, 6 de julho de 1535) foi filósofo, homem de estado, diplomata, escritor, advogado e homem de leis, ocupou vários cargos públicos, e em especial, de 1529 a 1532, o cargo de "Lord Chancellor" (Chanceler do Reino — o primeiro leigo em vários séculos) de Henrique VIII da Inglaterra. É geralmente considerado como um dos grandes humanistas do Renascimento. Sua principal obra literária é Utopia.
Foi canonizado como mártir da Igreja Católica em 19 de maio de 1935 e sua festa litúrgica celebra-se em 22 de junho.

## História

### De família honesta, mesmo que não célebre
Thomas More chegou a se autodescrever como "de família honrada, sem ser célebre, e um tanto entendido em letras". Era filho do juiz sir John More, investido cavaleiro por Eduardo IV, e de Agnes Graunger. Casou-se com Jane Colt em 1505, em primeiras núpcias, tendo tido como filhos: Margaret, Elizabeth, Cecily e John. Jane morreu em 1511 e Thomas More casou-se em segundas núpcias com lady Alice Middleton. More era homem de muito bom humor, caseiro e dedicado à família, muito próximo e amigo dos filhos. Dele se disse que era amigo de seus amigos, entre os quais se encontravam os mais destacados humanistas de seu tempo, como Erasmo de Rotterdam e Luis Vives.
Deu aos filhos uma educação excepcional e avançada para a época, não discriminando a educação dos filhos e das filhas. A todos indistintamente fez estudar latim, grego, lógica, astronomia, medicina, matemática e teologia. Sobre esta família escreveu Erasmo: "Verdadeiramente, é uma felicidade conviver com eles."
Sobre sua vida privada disse João Paulo II: "A sua sensibilidade religiosa levou-o a procurar a virtude através duma assídua prática ascética: cultivou relações de amizade com os franciscanos conventuais de Greenwich e demorou-se algum tempo na cartuxa de Londres, que são dois dos focos principais de fervor religioso do Reino. Sentindo a vocação para o matrimônio, a vida familiar e o empenho laical, casou-se em 1505 com Joana Colt, da qual teve quatro filhos. Tendo esta falecido em 1511, Tomás desposou em segundas núpcias Alice Middleton, já viúva com uma filha. Ao longo de toda a sua vida, foi um marido e pai afetuoso e fiel, cooperando intimamente na educação religiosa, moral e intelectual dos filhos. A sua casa acolhia genros, noras e netos, e permanecia aberta a muitos jovens amigos que andavam à procura da verdade ou da própria vocação. Além disso, na vida de família dava-se largo espaço à oração comum e à lectio divina, e também a sadias formas de recreação doméstica. Diariamente, Thomas participava na Missa na igreja paroquial, mas as austeras penitências que abraçava eram conhecidas apenas dos seus familiares mais íntimos.".
Fez carreira como advogado respeitado, honrado e competente e exerceu por algum tempo a cátedra universitária. Em 1504, fazia parte da Câmara dos Comuns da qual foi eleito Speaker (ou presidente), tendo ganho fama de parlamentar combativo. Em 1510, foi nomeado Under-Sheriff de Londres, no ano seguinte juiz membro da Commission of Peace. Entrou para a corte de Henrique em 1520; foi várias vezes embaixador do rei e tornou-se cavaleiro (Knight) em 1521. Foi nomeado vice-tesoureiro e depois Chanceler do Ducado de Lancaster e, a seguir, Chanceler da Inglaterra.

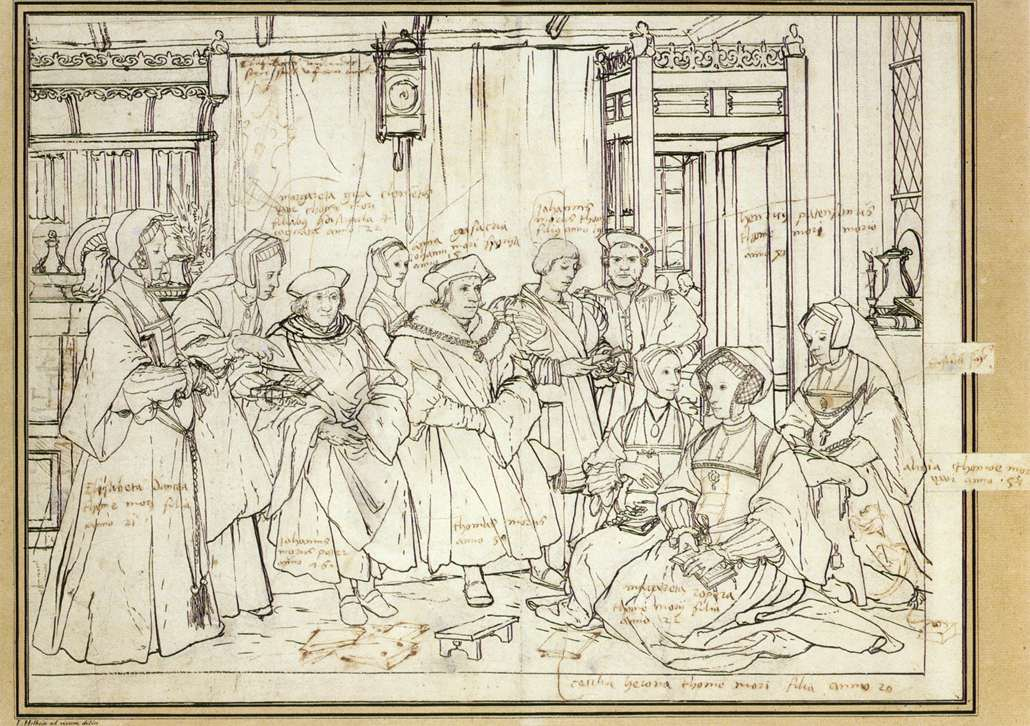
Estudo para um retrato da família de Tomás Moro, por Hans Holbein, o jovem, c. 1527

A sua obra mais famosa é "Utopia" (1516) (em grego, utopos = "em lugar nenhum"). Neste livro criou uma ilha-reino imaginária que alguns autores modernos viram como uma proposta idealizada de Estado e outros como sátira da Europa do século XVI. Um dos aspectos desta obra de More é que ela recorreu à alegoria (como no Diálogo do conforto, ostensivamente uma conversa entre tio e sobrinho) ou está altamente estilizada, ou ambos, o que lhe abre um largo campo interpretativo.
Como intelectual, ele foi inicialmente um humanista no sentido consensual do termo. Latinista, escreveu uma "História de Ricardo III" em texto bilíngüe latim-inglês, em que Shakespeare mais tarde se basearia para escrever a peça de igual nome. Foi um grande amigo de Erasmo de Roterdão que lhe dedicou o seu "In Praise of Folly" (a palavra "folly" equivale à "moria" em grego).
Era um leitor das obras de Santo Agostinho e traduziu para o vernáculo "A Vida de Pico della Mirandolla", obras que exerceram sobre ele grande influência. Escolheu John Colet, sacerdote, como diretor espiritual, que lhe estabeleceu um plano intenso de práticas pietistas.
De Morus teria dito Erasmo: "É um homem que vive com esmero a verdadeira piedade, sem a menor ponta de superstição. Tem horas fixas em que dirige a Deus suas orações, não com frases feitas, mas nascidas do mais profundo do coração. Quando conversa com os amigos sobre a vida futura, vê-se que fala com sinceridade e com as melhores esperanças. E assim é More também na Corte. Isto, para os que pensam que só há cristãos nos mosteiros."

## O divórcio de Henrique VIII
Thomas Wolsey, Arcebispo de York, não foi bem-sucedido na sua tentativa de conseguir nem o divórcio, nem a anulação do casamento do rei com Catarina de Aragão como pretendia Henrique VIII de Inglaterra e foi forçado a demitir-se em 1529. More foi nomeado chanceler em sua substituição, sendo evidente que Henrique ainda não se tinha apercebido da rectidão de caráter de More nesta matéria.
Sendo profundo conhecedor de teologia e do direito canónico e homem piedoso — More via na anulação do sacramento do casamento uma matéria da jurisdição do papado, e a posição do Papa Clemente VII era claramente contra o divórcio em razão da doutrina sobre a indissolubilidade do matrimônio. Contrário às Reformas Protestantes então já efetuadas e percebendo que na Inglaterra poderia acontecer o mesmo (devido às questões pessoais do soberano que conduziram à crise político-diplomática com Roma), More — apoiante das decisões da Santa Sé e arraigadamente católico — deixa seu cargo de Lord Chancellor do rei em 16 de maio de 1532, provocando desconfiança na Corte e em Henrique VIII particularmente.
A reacção de Henrique VIII foi atribuir-se a si mesmo a liderança da Igreja em Inglaterra sendo o sacerdócio obrigado a um juramento ao abrigo do Acto de Supremacia que consagrava o soberano como chefe supremo da Igreja.
More escapara, entretanto, a uma tentativa de o implicar numa conspiração. Em 1534, o parlamento promulgou o "Decreto da Sucessão" (Succession Act), que incluía um juramento (1) reconhecendo a legitimidade de qualquer criança nascida do casamento de Henrique VIII com Ana Bolena, sua segunda esposa, e (2) repudiando "qualquer autoridade estrangeira, príncipe ou potentado". Tal como no juramento de supremacia, este apenas foi exigido àqueles especificamente chamados a fazê-lo, por outras palavras, a todos os funcionários públicos e àqueles suspeitos de não apoiarem Henrique.

## Martírio
More foi convocado, excepcionalmente, para fazer o juramento em 17 de abril de 1534, e, perante sua recusa, foi preso na Torre de Londres, juntamente com o Cardeal e Bispo de Rochester John Fisher, tendo ali escrito o "Dialogue of Comfort against Tribulation". A sua decisão foi manter o silêncio sobre o assunto. Pressionado pelo rei e por amigos da corte, More decidiu não enumerar as razões pelas quais não prestaria o juramento.
Inconformado com o silêncio de More, o rei determinou o seu julgamento, sendo condenado à morte, e posteriormente executado em Tower Hill a 6 de julho. Nem no cárcere nem na hora da execução perdeu a serenidade e o bom humor e, diante das próprias dificuldades reagia com ironia. Mesmo nos últimos quatro dias de vida não abandonou os rigores da penitência, com desejos de purificação. Na segunda-feira, 5 de julho, enviou à sua filha Meg a camisa-cilício e uma pequena carta escrita com a ponta de um graveto. São as últimas palavras que escreveu.
Pela sentença o réu era condenado "a ser suspenso pelo pescoço" e cair em terra ainda vivo. Depois seria esquartejado e decapitado. Em atenção à importância do condenado o rei, "por clemência", reduziu a pena a "simples decapitação". Ao tomar conhecimento disto, Tomás comentou: "Não permita Deus que o rei tenha semelhantes clemências com os meus amigos." No momento da execução suplicou aos presentes que orassem pelo monarca e disse que "morria como bom servidor do rei, mas de Deus primeiro.".
A sua cabeça foi exposta na ponte de Londres durante um mês, foi posteriormente recolhida por sua filha, Margaret Roper. A execução de Thomas More na Torre de Londres, no dia 6 de julho de 1535 "antes das nove horas", ordenada por Henrique VIII, foi considerada uma das mais graves e injustas sentenças aplicadas pelo Estado contra um homem de honra, consequência de uma atitude despótica e de vingança pessoal do rei. Ele está sepultado na Capela Real de São Pedro ad Vincula.

## Canonização
Sua trágica morte — condenado a pena capital por se negar a reconhecer Henrique VIII de Inglaterra como cabeça da Igreja da Inglaterra — é considerada pela Igreja Católica como modelo de fidelidade à Igreja.
Devido à sua retidão e exemplo de vida cristã, foi reconhecido como mártir, declarado beato em 29 de dezembro de 1886 por decreto do Papa Leão XIII e canonizado, conjuntamente com São João Fisher em 19 de maio de 1935 pelo Papa Pio XI. O seu dia festivo é 22 de junho.
Deixou vários escritos de profunda espiritualidade e de defesa do magistério da Igreja. Em 1557, seu genro, William Roper, escreveu sua primeira biografia. Desde a sua beatificação e posterior canonização publicaram-se muitas outras.

## Patrono dos políticos e dos governantes

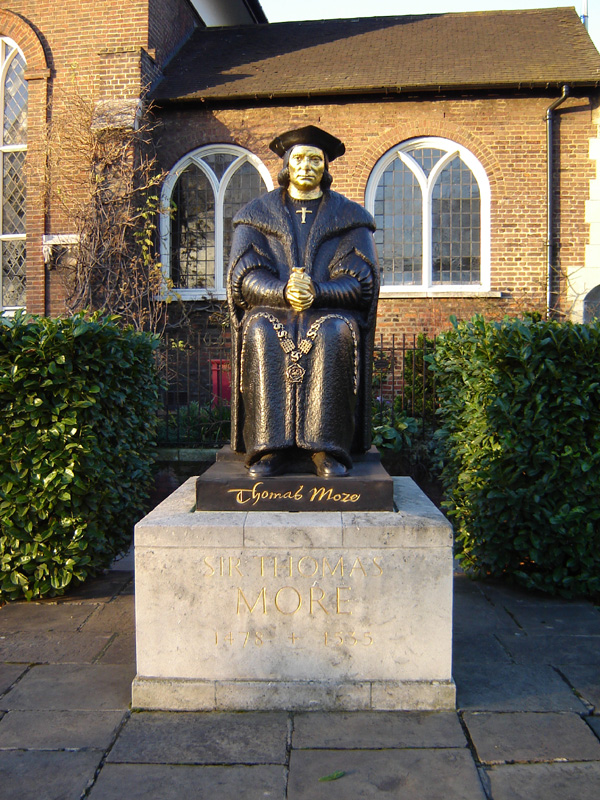
Estátua de Thomas More em frente do Chelsea Old Church, localizado na esquina de Old Church Street e Cheyne Walk, Londres.

Em 2000, São Thomas More foi declarado "Patrono dos Estadistas e Políticos" pelo Papa João Paulo II:
| “ | Esta harmonia do natural com o sobrenatural é talvez o elemento que melhor define a personalidade do grande estadista inglês: viveu a sua intensa vida pública com humildade simples, caracterizada pelo proverbial «bom humor» que sempre manteve, mesmo na iminência da morte. Esta foi a meta a que o levou a sua paixão pela verdade. O homem não pode separar-se de Deus, nem a política da moral: eis a luz que iluminou a sua consciência. Como disse uma vez, "o homem é criatura de Deus, e por isso os direitos humanos têm a sua origem n'Ele, baseiam-se no desígnio da criação e entram no plano da Redenção. Poder-se-ia dizer, com uma expressão audaz, que os direitos do homem são também direitos de Deus" (Discurso, 7 de abril de 1998). É precisamente na defesa dos direitos da consciência que brilha com luz mais intensa o exemplo de Tomás Moro. Pode-se dizer que viveu de modo singular o valor de uma consciência moral que é "testemunho do próprio Deus, cuja voz e juízo penetram no íntimo do homem até às raízes da sua alma" (Carta enc. Veritatis splendor, 58), embora, no âmbito da acção contra os hereges, tenha sofrido dos limites da cultura de então. | ” |

## Obras de More (editadas em várias línguas)
- Vida de Pico della Mirandola. (1510)
- The History of King Richard III [A História de Ricardo III] (c. 1513–1518) [8]
- Utopia. (1516)
- The Four Last Things ou Lembra-te do teu Fim. Trad. de Aldo dos Santos Dias, Queluz, 2024. ISBN 9786501262772
- Responsio ad Lutherum (1523)
- A Dialogue Concerning Heresies [Um Diálogo sobre Heresias] (1529, 1530)
- Supplication of Souls [A Súplica das Almas] (1529)
- The Confutation of Tyndale's Answer [Confutação da Resposta de Tyndale] (1532, 1533)
- Apology [Apologia] (1533)
- Debellation of Salem and Bizance [Debelação de Salem e Bizancio]" (1533)
- Um Diálogo de Conforto contra a Tribulação. Trad. de Aldo dos Santos Dias, Queluz, 2024. ISBN 9786501113319
- Um Tratado (intérmino) sobre a Paixão de Cristo. Trad. de Aldo dos Santos Dias, Queluz, 2025. ISBN 9786501368696
- Expositio Passionis.
- Treatise on the Blessed Body [Tratado para receber o Corpo de Nosso Senhor] (1535)
- Piedosa Instrução.
- Orações.
- Epitáfio.
- The Workes of Sir Thomas More Knyght, sometyme Lorde Chauncellour of England, written by him in the Englysh tongue ("Trabalhos de sir Thomas More" escrito em inglês). Ed. William Rastell, London, 1557.
- Thomae Mori Opera Omnia Latina. Lovaina, 1565. Reimpresso em Frankfurt, 1963.
- Um homem para todas as horas (Correspondência de Tomás Moro). The Correspondence of Sir Thomas More. Princeton: Elizabeth F. Rogers Edit., 1947.
- Thomas More's Prayer Book. Louis L. Martz & Richard S. Sylvester. New Haven, Connecticut, 1969.

## Relíquias
Os padres jesuítas em Stonyhurst possuem uma notável colecção de relíquias secundárias, a maioria das quais lhes chegou vindas do padre Thomas More, S.J., falecido em 1795, o último herdeiro masculino do mártir. Estas incluem o seu chapéu, boné, crucifixo de ouro, um selo de prata, "George", e outros artigos.
A camisa de cilício usada por ele durante muitos anos e enviada a sua filha Margaret Roper na véspera do seu martírio, é preservada pelos agostinianos canoneses de Abbots Leigh, Devonshire, onde foi levada por Margaret Clements, filha adotiva de sir Thomas. Uma série de autógrafos e cartas estão no Museu Britânico.

## Filme
Em 1966, foi feito o filme A Man for All Seasons, que no Brasil recebeu o título de O Homem que Não Vendeu sua Alma. O filme, de Fred Zinnemann, foi indicado ao Óscar em diversas categorias, tendo vencido seis dentre as oito categorias nas quais concorreu. O filme conta a história de Thomas Morus, desde o divórcio de Henrique VIII até à perseguição feita pelo rei a Thomas Morus que culminou no seu martírio em 6 de julho de 1535. Thomas foi interpretado por Paul Scofield.